# کنفرانس صلح پاریس

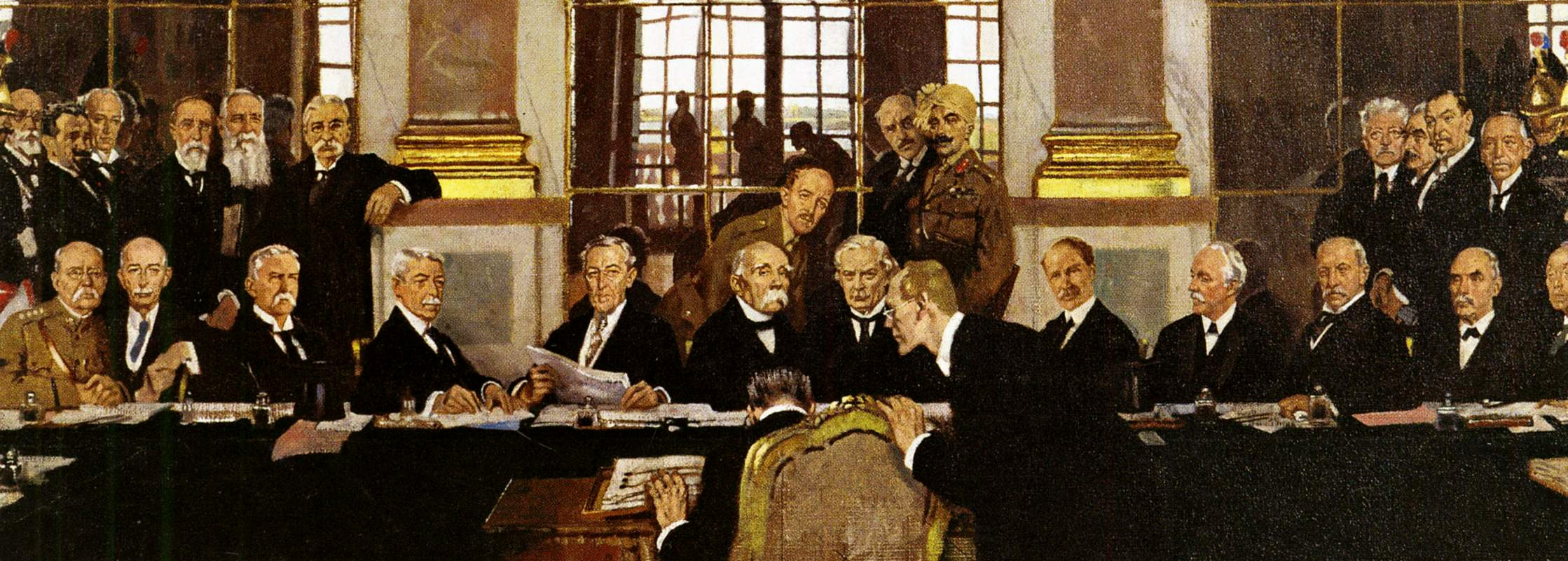
یوهانس بل از آلمان در حال امضای معاهده صلح در ۲۸ ژوئن ۱۹۱۹ در تابلوی امضای صلح در تالار آینه‌ها اثر ویلیام اورپن به تصویر کشیده شده

کنفرانس صلح پاریس نام کنفرانسی بود که از ۱۸ ژانویهٔ ۱۹۱۹ تا ۲۱ ژانویهٔ ۱۹۲۰ به طول انجامید و در آن دولت‌های متفقین بر سر آیندهٔ پس از جنگ آلمان و دیگر کشورهای شکست خورده تصمیم گرفتند.
در این کنفرانس هنگامی که آلمانی‌ها آتش‌بس و پایان جنگ را پذیرفتند به اصول چهارده‌گانه وودرو ویلسون رئیس‌جمهور ایالات متحده آمریکا که در آن آزادی و دموکراسی شرط اساسی بود چشم داشتند. همچنین معاهده فرانکفورت سال ۱۸۷۱ که آلمان بیشتر بندهایش را به نفع خود تمام کرده بودند و همین باعث ۵۰ سال درگیری در منطقه شده بود باید اصلاح می‌شد. از دیگر اصول چهارده‌گانهٔ ویلسون این بود که کشور لهستان که تحت سلطهٔ امپراتوری اتریش-مجارستان بود، باید به‌صورت کشوری مستقل درمی‌آمد.
با این حال طرح ویلسون دیگر قدرت‌ها همچون امپراتوری بریتانیا و فرانسه را نگران ساخته بود، زیرا این طرح، سرشتی ضد استعمارگری داشت، با این وجود بریتانیا و فرانسه بسیاری از مستعمرات خود را پس از جنگ نگه داشتند و از مهم‌ترین نتایج اصول چهارده‌گانهٔ آمریکا، استقلال لهستان و برخی کشورهای اروپایی بود.
پس از پایان جنگ با اصرار ورزی فرانسه مبنی بر این‌که فرانسه در خطر است و آلمان باید خلع سلاح شود و خسارت جنگی بپردازد، بریتانیا و ایالات متحده، ملاحظهٔ فرانسه را کردند و نهایتاً کنفرانس صلح پاریس با قبول این شرایط از سوی آلمان و امضای آن در ژوئن ۱۹۱۸ و به اجرا درآمدن آن در ژانویهٔ ۱۹۲۰ پایان یافت.

## مسئله ارمنی‌ها در کنفرانس صلح
ارمنیان برای طرح خواسته‌های خود دو هیئت نمایندگی به پاریس فرستاده بودند. اولی هیئت نمایندگانی از طرف دولت اولین جمهوری ارمنستان به ریاست آوتیس آهارونیان و دومی هیئت ملی ارمنی به نمایندگی از سوی ارمنی‌های عثمانی و مهاجرنشینان به ریاست بوغوس نوبار پاشا برای امضای توافقنامه مکرر و منضم در مورد حقوق اقلیت‌ها و تجارت. در این کنگره نوبار پاشا به نمایندگی از ارمنیان طی سخنانی به روابط دیرینه ارمنیان با دولت‌های ائتلاف اشاره می‌کند و ابراز می‌دارد، ارمنیان از آغاز جنگ در صفوف دول ائتلاف فعالانه در جبهه‌های جنگ علیه عثمانی‌ها و متحدین مبارزه کردند.
ارامنه‌ای که از نسل‌کشی جان سالم به در برده بودند و در سال ۱۹۱۹ میلادی به کیلیکیه برگشته بودند فکر می‌کردند که ممکن است کیلیکیه تبدیل به کشور خودمختار تحت قیومیت فرانسه شود. اینان در واقع چنین راه حلی را می‌خواستند، اما مظهر اصلی مسئله ارمنی همان جمهوری ارمنستان و مطالبات آن نسبت به شهرها و شش ولایت ارمنی بود.
ای. بنسن، مؤلف کتاب (هلال و صلیب آهنین-۱۹۱۸ میلادی، لندن)، در حین انعقاد عهدنامهٔ ترک مخاصمه گفته بود:
«چون ارمنیان از تمام ملت‌های دیگر تابع امپراتوری عثمانی جسورتر و ستم دیده تر و رنج کشیده تر هستند متفقین کار آزادسازی خود را از آنان شروع خواهند کرد و اول به آنان خواهند پرداخت.»
اما اینچنین نشد. در تمامی طول سال ۱۹۱۹ میلادی، قدرت‌های بزرگ نسبت به متحدین خود، که در بحرانی‌ترین لحظات جنگ در کنارشان بودند، بی علاقگی نشان دادند. ارمنیان می‌خواستند که استقلال دولتشان را به رسمیت بشناسند و تسلیحاتشان را تأمین کنند اما هیچ‌کدام از این‌ها تحقق نیافتند و در تمامی طول سال ۱۹۱۹ میلادی تنها گندم آمریکایی آن هم از سوی بنیاد کمک‌رسانی خاور نزدیک به ارمنستان ارسال شد و هیچ دولتی کمترین کمکی به کشور نوپای ارمنستان ارسال نکرد.
با توجه به مفاد اعلامیه ویلسون در خصوص تحت‌الحمایگی کشورهای ناتوان و کوچک برای احراز شرایط استقلال فرانسه و انگلیس هم در سال ۱۹۱۹ میلادی تحت‌الحمایگی ارمنستان را به آمریکا دادند و بدین ترتیب کمیته آمریکایی استقلال ارمنستان تحت ریاست ویلسون تشکیل شد. به دنبال آن کنگره ایالات متحده آمریکا در سال ۱۹۱۹ میلادی یک هیئت ۵۰ نفری به ریاست ژنرال جیمس هاربرد، به منطقه قفقاز، خاور نزدیک و میانه فرستاده شد تا دربارهٔ شرایط آن مناطق که برای آمریکا قابل توجه بود تحقیق کنند و به کنگره گزارش دهد. در این گزارش ذکر شده بود که برای تأمین شرایط تحت‌الحمایگی حداکثر تا دویست هزار سرباز ضروری بود و پیشنهاد می‌شد که ۲ لشکر (۵۹ هزار سرباز) به ارمنستان فرستاده شود. اما مجلس سنای ایالات متحده آمریکا و کنگره آمریکا پیرو سیاست‌های انزواطلبانه خود از هر گونه دخالت نظامی در امور ارمنستان با اعزام سرباز تن زدند.

## معاهدات صلح
- پیمان ورسای با آلمان
- پیمان سن ژرمن با اتریش
- پیمان تریانون با مجارستان
- پیمان نویی با بلغارستان
- پیمان سور با عثمانی